# Sosna kanaryjska
Sosna kanaryjska (Pinus canariensis C. Smith) – gatunek drzewa z rodziny sosnowatych. Sosna kanaryjska występuje na zachodnich Wyspach Kanaryjskich – Gran Canaria, Teneryfa, La Palma, Hierro i Gomera, została naturalizowana w Afryce i Australii. Jest to najwyższe drzewo Wysp Kanaryjskich.

## Morfologia
PokrójDrzewo iglaste, wiecznie zielone. Korona otwarta z uniesionymi gałęziami, u młodych drzew stożkowata, z czasem staje się szersza i nieregularna.
PieńOsiąga wysokość 30–45(60) m. Pień o średnicy 1,5 m, wyjątkowo 2,5 m. Kora czerwonobrązowa, gruba i spękana.
LiścieIgły zebrane w pęczki po 3, długości 15–28 cm, grubości ok. 1 mm. Młode są niebieskawe, potem jasnozielone lub żółto-zielone, zwisające. Liście młodociane są długości 3–6 cm, osadzone na giętkich pędach.
SzyszkiSymetryczne, twarde i ciężkie, owalno-stożkowate, długości 8–23 cm. Po otwarciu łuski nasienne silnie odgięte ku nasadzie szyszki. Nasiona czarnobrązowe i połyskujące z wierzchu, szare i matowe od spodu. Skrzydełko mocno przytwierdzone do nasiona, osiąga rozmiary 15-25 na 10 mm.

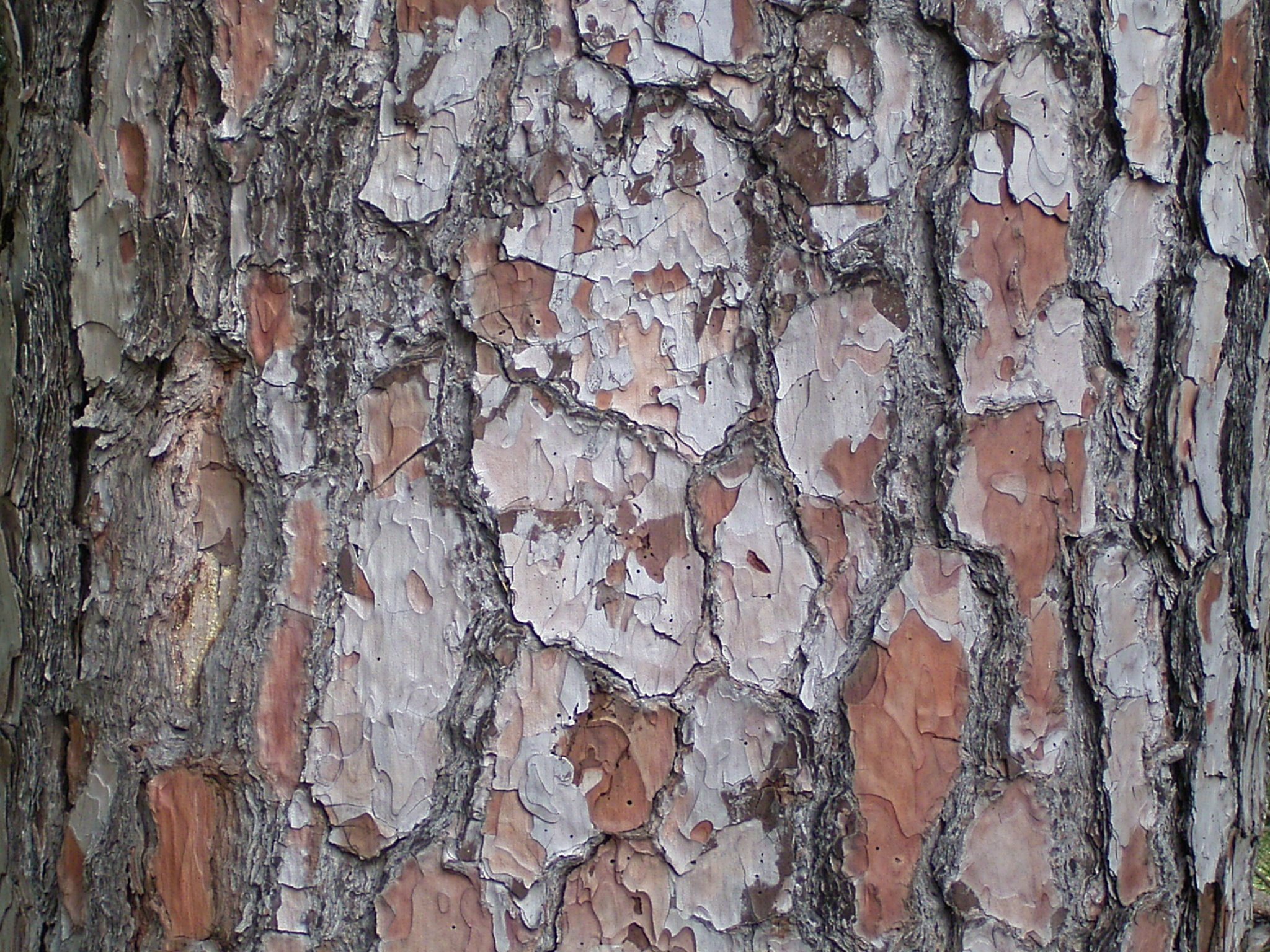
Kora (La Palma)
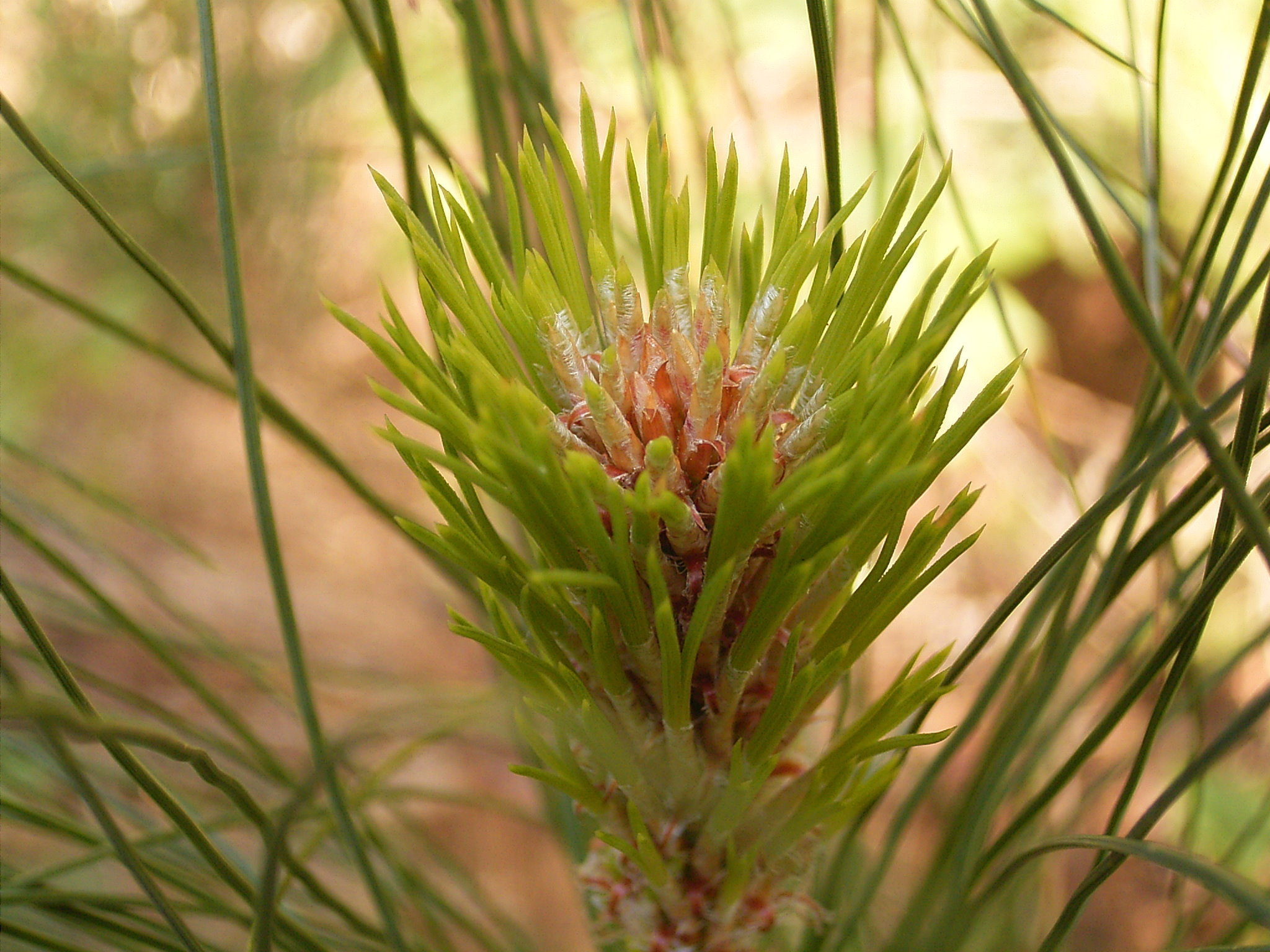
Liście
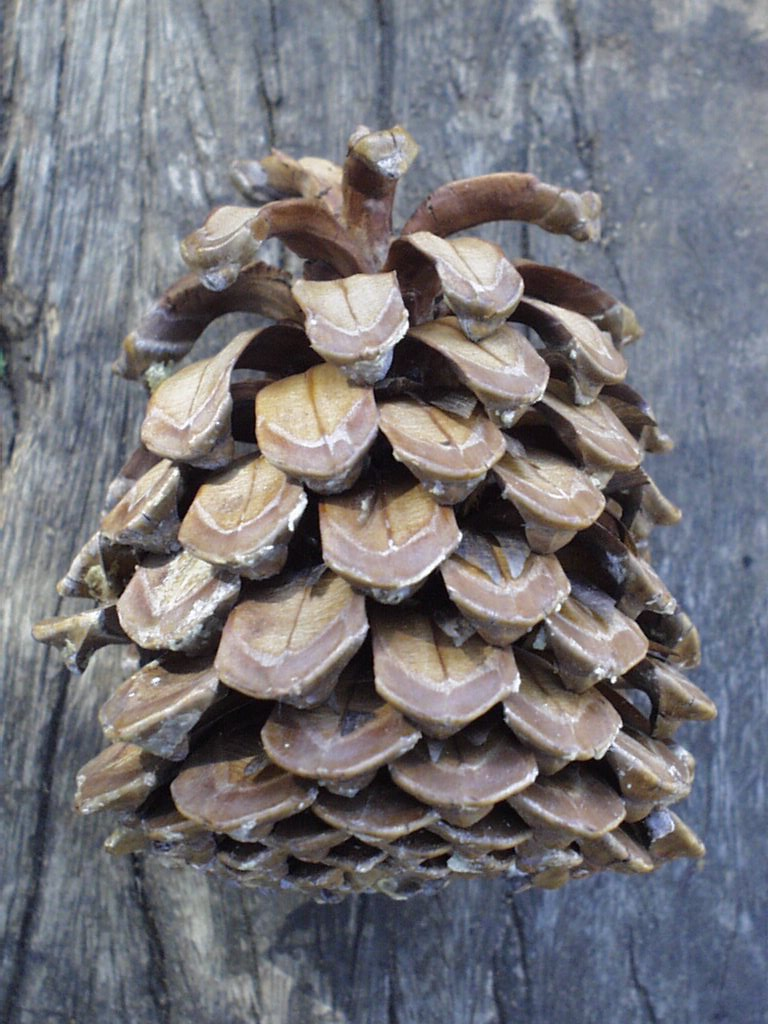
Otwarta szyszka

Gatunki podobneNajbliżej spokrewniona z P. roxburghii z Himalajów i sosną kalabryjską (P. brutia).

## Biologia i ekologia
Igły pozostają na drzewie od 1,5 do 3 lat. Igły młodociane rosną 3–6 lat. Szyszki otwierają się w kwietniu, po dwóch latach od zapylenia.
Występuje na wysokości 400–2200 m n.p.m., głównie na 600–2000 m. Jest to gatunek sub-tropikalny, znosi ujemne temperatury do -6, −10 °C, nie przetrwa silnych mrozów. Dobrze toleruje susze.

## Systematyka
Pozycja gatunku w obrębie rodzaju Pinus:
- podrodzaj Pinus
  - sekcja Pinus
    - podsekcja Pinaster
      - gatunek P. canariensis

## Zagrożenia i ochrona

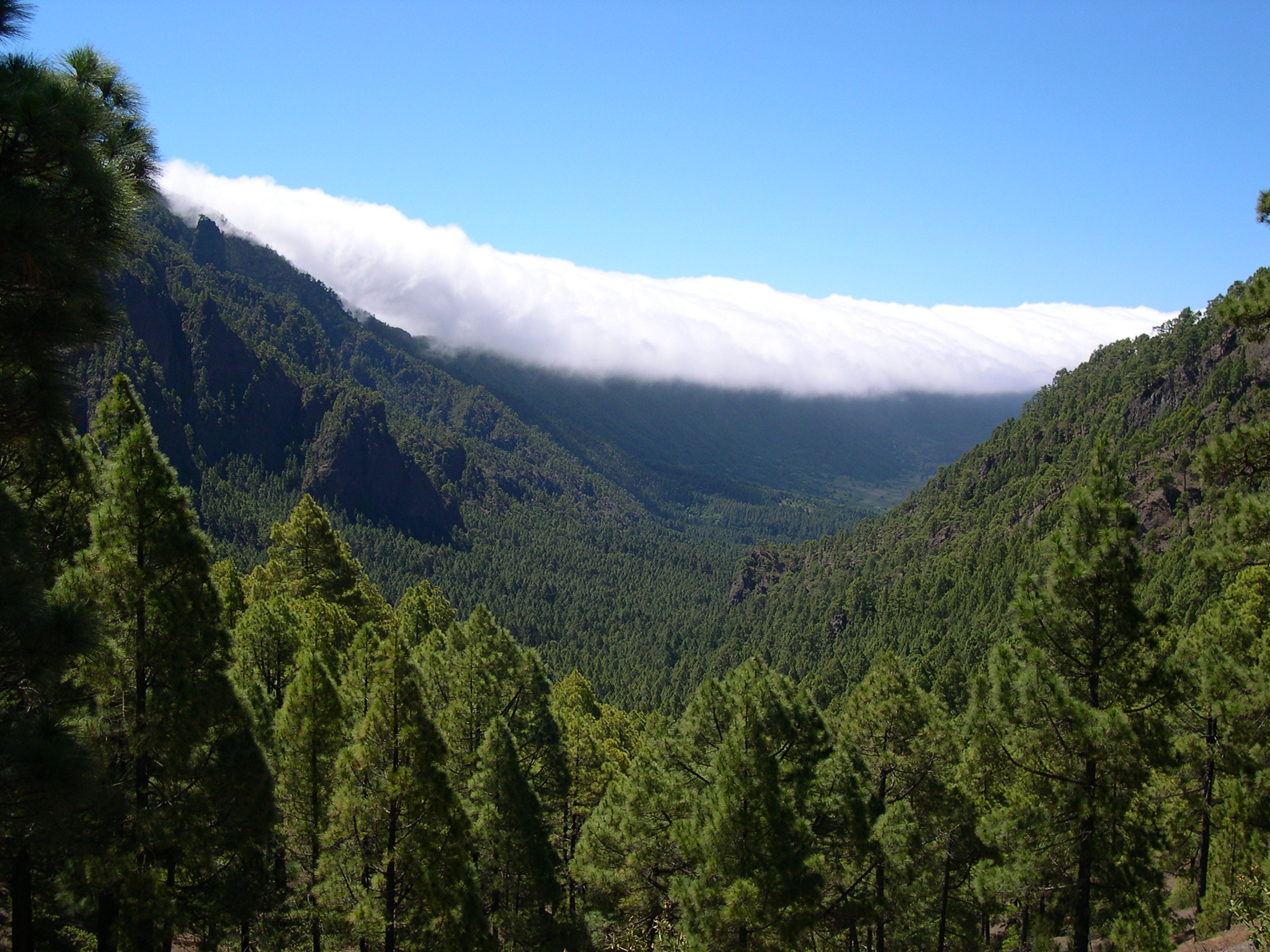
Las sosny kanaryjskiej, La Palma

Roślina umieszczona w Czerwonej księdze gatunków zagrożonych w grupie gatunków niższego ryzyka (kategoria zagrożenia: LC) w 2003 a następnie w 2013 roku.
W wyniku nadmiernego wycinania w połączeniu z niszczącymi pożarami lasów naturalny zasięg sosny kanaryjskiej został znacznie ograniczony i duże lasy pozostały tylko na wyspach Teneryfa i La Palma. Prowadzone od lat 50. XX wieku nasadzenia, naturalna odnowa drzew, zaprzestanie wycinki oraz lepsza gospodarka leśna pozwoliły łącznie w dużym stopniu odbudować populacje. Drzewa osiągają wiek produkcyjny i trend liczebności populacji jest wzrostowy. Utrzymuje się potencjalne zagrożenie ze strony pożarów, rosnące przy wzmagającym się ruchu turystycznym. Również rozwijająca się infrastruktura, szczególnie na Teneryfie, sięga pasa lasów sosnowych, zabierając siedliska.

## Zastosowanie
Chętnie sadzona jako drzewo ozdobne w parkach i ogrodach w rejonach o suchym i ciepłym klimacie.
Sosna kanaryjska ma drewno wysokiej jakości, cenione za wytrzymałość i twardość.